# Václav Bureš
Václav Bureš (26. října 1898 Chrást – 8. října 1941 Žabovřesky) byl český pedagog, odbojář a oběť nacismu.

## Život

### Před druhou světovou válkou
Václav Bureš se narodil 26. října 1898 v Chrástu u Mladé Boleslavi. Byl profesorem na I. státní obchodní akademii v Brně, členem Československé strany národně socialistické, komunálním politikem a pracovníkem, psal články do tištěných periodik, byl členem Sokola a revizní rady Spořitelny Zemského hlavního města Brna.

### Druhá světová válka
Po německé okupaci v březnu 1939 se Václav Bureš zapojil do protinacistického odboje v organizacích Obrana národa a Petiční výbor Věrni zůstaneme. Dne 30. září 1941 byl za svou činnost ve svém bytě zatčen gestapem. Brutální výslechy nevydržel a dne 8. října 1941 zemřel v objektu gestapa v brněnských Žabovřeskách na selhání srdce. Jeho tělo bylo o den později zpopelněno v brněnském krematoriu.

## Rodina
Manželkou Václava Bureše byla pedagožka a ředitelka pomocné školy Božena Burešová, která s manželem spolupracovala v odboji jako spojka. Byla zatčena ve stejný den jako její manžel, po brutálních výsleších byla ale 9. října 1941 propuštěna. Nadále se zapojovala do podpory rodin vězněných a popravených odbojářů. Po skončení druhé světové války svědčila u retribučních soudů a angažovala se ve Svazu osvobozených politických vězňů.

## Posmrtná ocenění
- Václavu Burešovi byl in memoriam udělen Československý válečný kříž 1939
- Václav Bureš byl in memoriam ustanoven inspektorem obchodních akademií
- Po Václavu Burešovi byla v roce 1946 pojmenována jedna z ulic na Veveří[2]
- Václavu Burešovi byl v roce 2017 v brněnské Burešově ulici umístěn kámen zmizelých[3]